# ŽNK Split
A ŽNK Split egy horvát női labdarúgócsapat, melynek székhelye Splitben található. A 2009-ben alapított klub a horvát első osztályban szerepel.

## Klubtörténet
2009. január 21-én alapították meg a klubot Splitben. A klub az RNK Split stadionjában lép pályára bajnoki mérkőzéseken. A 2017–2018-as szezonban első alkalommal nyerték meg a nemzeti kupát, majd a következő szezonban a címvédés mellett megnyerték a bajnokságot is, amivel a 22-szeres bajnok ŽNK Osijek csapatát múlták felül.

## Keret
2021. május 23-i állapotnak megfelelően.
| #  |     | Poszt | Név               |
| -- | --- | ----- | ----------------- |
| 1  | CRO | K     | Stephanie Bukovec |
| 12 | CRO | K     | Anamarija Mišetić |
| 3  | CRO | V     | Antonia Dulčić    |
| 4  | BIH | V     | Andrea Grebenar   |
| 11 | CRO | V     | Tea Pedić         |
| 17 | CRO | V     | Lucija Domazet    |
| 18 | CRO | V     | Janja Čanjevac    |
|    | BLR | V     | Anna Kozjupa      |
| 6  | CRO | KP    | Karla Šabašov     |
| 7  | CRO | KP    | Petra Pezelj      |
| 8  | CRO | KP    | Anela Lubina      |

| #  |     | Poszt | Név                  |
| -- | --- | ----- | -------------------- |
| 10 | BIH | KP    | Aida Hadžić          |
| 13 | CZE | KP    | Nikola Hladikova     |
| 14 | CRO | KP    | Fatjesa Gegollaj     |
| 19 | CRO | KP    | Kristijana Kolgjeraj |
| 20 | CRO | KP    | Ivana Kirilenko      |
| 22 | CRO | KP    | Matea Bošnjak        |
|    | UKR | KP    | Tamila Himics        |
| 5  | BIH | CS    | Merjema Medić        |
| 9  | CRO | CS    | Ana Dujmović         |
| 16 | CRO | CS    | Iva Bukač            |

## Sikerek
- 1. HNLŽ: (2 alkalommal)
  - Bajnok: 2018–19, 2019–20

- Horvát kupa: (3 alkalommal)
  - Bajnok: 2017–18, 2018–19, 2020–21

## Nemzetközi kupaszereplések

### UEFA Női Bajnokok Ligája
| Szezon  | Bajnokság                | Forduló    | Csapat             | Otthon | Idegenben | Össz. |
| ------- | ------------------------ | ---------- | ------------------ | ------ | --------- | ----- |
| 2019–20 | UEFA Női Bajnokok Ligája | Selejtezők | Zsitlobud–1 Harkiv | 2–3    | 2–3       | 3.    |
| 2019–20 | UEFA Női Bajnokok Ligája | Selejtezők | FK Minszk          | 1–2    | 1–2       | 3.    |
| 2019–20 | UEFA Női Bajnokok Ligája | Selejtezők | Bettembourg        | 7–2    | 7–2       | 3.    |
| 2020–21 | UEFA Női Bajnokok Ligája | QR1        | Górnik Łęczna      | 1–4    | 1–4       | 1–4   |

## Külső hivatkozások
- Hivatalos oldal